# Andrej Plenković
Andrej Plenković (n. 8 aprilie 1970, Zagreb, Croația) este un politician croat care ocupă funcția de prim-ministru al Croației din octombrie 2016. Anterior, a fost unul dintre cei unsprezece membri croați ai Parlamentului European, activând începând cu aderarea Croației la Uniunea Europeană în 2013, până la demisia sa din funcția de europarlamentar, când a preluat mandatul de prim-ministru. De asemenea, Plenković este președintele Uniunii Democrate Croate din 2016.
După absolvirea Facultății de Drept a Universității din Zagreb în 1993, Andrej Plenković a ocupat diverse funcții administrative în cadrul Ministerului Afacerilor Externe și Europene al Croației. După finalizarea unui program postuniversitar în 2002 (master de cercetare în drept internațional), a devenit adjunct al șefului misiunii Croației pe lângă Uniunea Europeană. Între 2005 și 2010, a fost adjunct al ambasadorului Croației în Franța, înainte de a părăsi acest post pentru a deveni secretar de stat pentru integrare europeană. A fost ales în Parlamentul Croației în 2011.
A fost ales președinte al Uniunii Democrate Croate (HDZ) în 2016, după demisia lui Tomislav Karamarko. Plenković a făcut campanie pe o platformă pro-europeană și moderată și a condus partidul său către obținerea unui număr relativ majoritar de mandate în alegerile parlamentare din 2016. A fost desemnat prim-ministru al Croației de către președinta Kolinda Grabar-Kitarović la 10 octombrie 2016, după ce i-a prezentat acesteia 91 de semnături de sprijin din partea membrilor Parlamentului. Cabinetul său a fost confirmat prin votul Parlamentului la 19 octombrie, cu o majoritate de 91 din cei 151 de deputați. Primul său guvern a avut 20 de miniștri, în timp ce al doilea are 16 miniștri.
Este unul dintre cei doi prim-miniștri croați (alături de Ivo Sanader) care au servit mai mult de un mandat, câștigând alegerile generale din 2016, 2020 și 2024. De asemenea, alături de Ivica Račan⁠(d) și Ivo Sanader, este unul dintre cei trei prim-miniștri care au condus mai mult de un cabinet guvernamental. La 4 mai 2022, Plenković l-a depășit pe Sanader ca durată a mandatului, devenind cel mai longeviv prim-ministru din istoria Croației post-independență.

## Biografie
Plenković s-a născut la 8 aprilie 1970 în Zagreb, într-o familie educată: tatăl său, Mario Plenković, originar din Svirče, pe insula Hvar, era profesor universitar, iar mama sa, Vjekoslava Raos, era cardiolog. A urmat școala primară și apoi Liceul 16 din Zagreb. Deoarece media sa generală nu s-a încadrat în categoria „A”, a trebuit să redacteze și să susțină o lucrare de diplomă pentru a obține Matura (examenul final de liceu). Lucrarea sa, intitulată Mijloacele de comunicare în masă, a fost publicată în 1989 de biroul de editare și tipărire al întreprinderilor din fosta Iugoslavie.
A fost scutit de serviciul militar obligatoriu de un an în armata iugoslavă (Armata Populară Iugoslavă) din cauza diagnosticului de talasemie minoră, o formă ușoară de anemie, fiind declarat inapt pentru serviciul militar. Acest fapt a fost adesea contestat ulterior de oponenții săi politici în timpul campaniilor electorale, în special ținând cont că mama sa lucra ca medic într-un spital militar din Zagreb.
Plenković s-a înscris în 1988 la Facultatea de Drept a Universității din Zagreb, pe care a absolvit-o în 1993. Lucrarea sa de diplomă, Instituțiile Comunității Europene și procesul decizional, a fost redactată în cadrul catedrei de Drept internațional public sub îndrumarea profesoarei Nina Vajić, fost judecător la Curtea Europeană a Drepturilor Omului de la Strasbourg.

## Carieră
În timpul facultății, Plenković a lucrat ca traducător voluntar în misiunea de observare a Comunității Europene în Croația între 1991 și 1992. La începutul anilor 1990, a devenit interesat de Europa și a participat activ în Asociația Europeană a Studenților în Drept (ELSA), al cărei președinte a fost în Zagreb în 1991. A fost primul președinte al ELSA Croația în 1992 și președinte al comitetului internațional ELSA, cu sediul la Bruxelles. În acea perioadă, Plenković a participat la numeroase conferințe în Europa și Statele Unite, precum și la organizarea mai multor simpozioane în Croația. Ca student, a efectuat un stagiu la firma de avocatură Stephenson Harwood din Londra în 1992 și, ulterior, un stagiu în cadrul Partidului Popular European din Parlamentul European (ca parte a programului Fundației Robert Schuman). De asemenea, a lucrat în misiunea Croației pe lângă Comunitatea Europeană în 1993 și 1994, condusă atunci de ambasadorul Ante Čičin-Šain.
În cadrul Ministerului Afacerilor Externe, Plenković a urmat un program de formare diplomatică și, în 1992, a promovat examenul de consilier la academia diplomatică. Plenković a promovat examenul de admitere în Barou în 2002. La Facultatea de Drept a Universității din Zagreb, și-a încheiat studiile de masterat în Drept internațional public și privat și a obținut titlul de Master of Science în 2002, susținând disertația cu titlul Subiectivitatea UE și dezvoltarea politicii externe și de securitate comune, sub coordonarea profesorului Budislav Vukas, judecător al Tribunalului Internațional pentru Dreptul Mării din Hamburg.

### Secretar de stat în Ministerul Afacerilor Externe
Numit de ministrul Afacerilor Externe Gordan Jandroković, Plenković a ocupat funcția de secretar de stat pentru integrare europeană în timpul guvernului condus de prim-ministrul Jadranka Kosor. A avut un rol important în campania pentru referendumul privind aderarea la Uniunea Europeană. Pe lângă numeroase apariții în mass-media, Plenković a susținut zeci de prelegeri despre aderarea la Uniunea Europeană în toate județele Croației.
În calitate de secretar de stat, Plenković a îndeplinit și atribuțiile de director politic pentru afaceri europene, copreședinte al comitetului de stabilizare și asociere Croația–UE, coordonator național pentru Strategia Dunării a Uniunii Europene și copreședinte al comisiilor internaționale (Bavaria-Croația, Croația-Baden-Württemberg, Croația-Flandra). A fost membru al consiliului de administrație al Fundației pentru Dezvoltarea Societății Civile, președinte al Comitetului de Organizare al Summitului Croația din 2010 și 2011 și secretar al Comitetului de Organizare al vizitei pastorale a Papei Benedict al XVI-lea în 2011.

### Angajament politic

#### Membru al Parlamentului Croației
În 2011, după șaptesprezece ani de activitate profesională în diplomație, Plenković s-a alăturat Uniunii Democrate Croate (HDZ). Între decembrie 2011 și iulie 2013, a fost deputat al Uniunii Democrate Croate în Parlamentul Croației. A fost ales în circumscripția electorală nr. 7. Plenković a fost, de asemenea, membru supleant al delegației Parlamentului Croației la Adunarea Parlamentară a Mediteranei și membru al grupurilor de prietenie cu Bosnia și Herțegovina, Italia, Franța, Malta și Maroc. Înainte de referendumul privind aderarea la Uniunea Europeană, Plenković a susținut o serie de prelegeri despre Uniunea Europeană în cadrul mitingurilor de partid din întreaga Croație și a participat la numeroase dezbateri publice, emisiuni TV și radio. Este membru al comitetului central al HDZ, al comitetului orașului Zagreb, al comitetului regional Črnomerec, al filialei de bază Jelenovac și al comitetului pentru afaceri externe și europene.

#### Membru al Parlamentului European

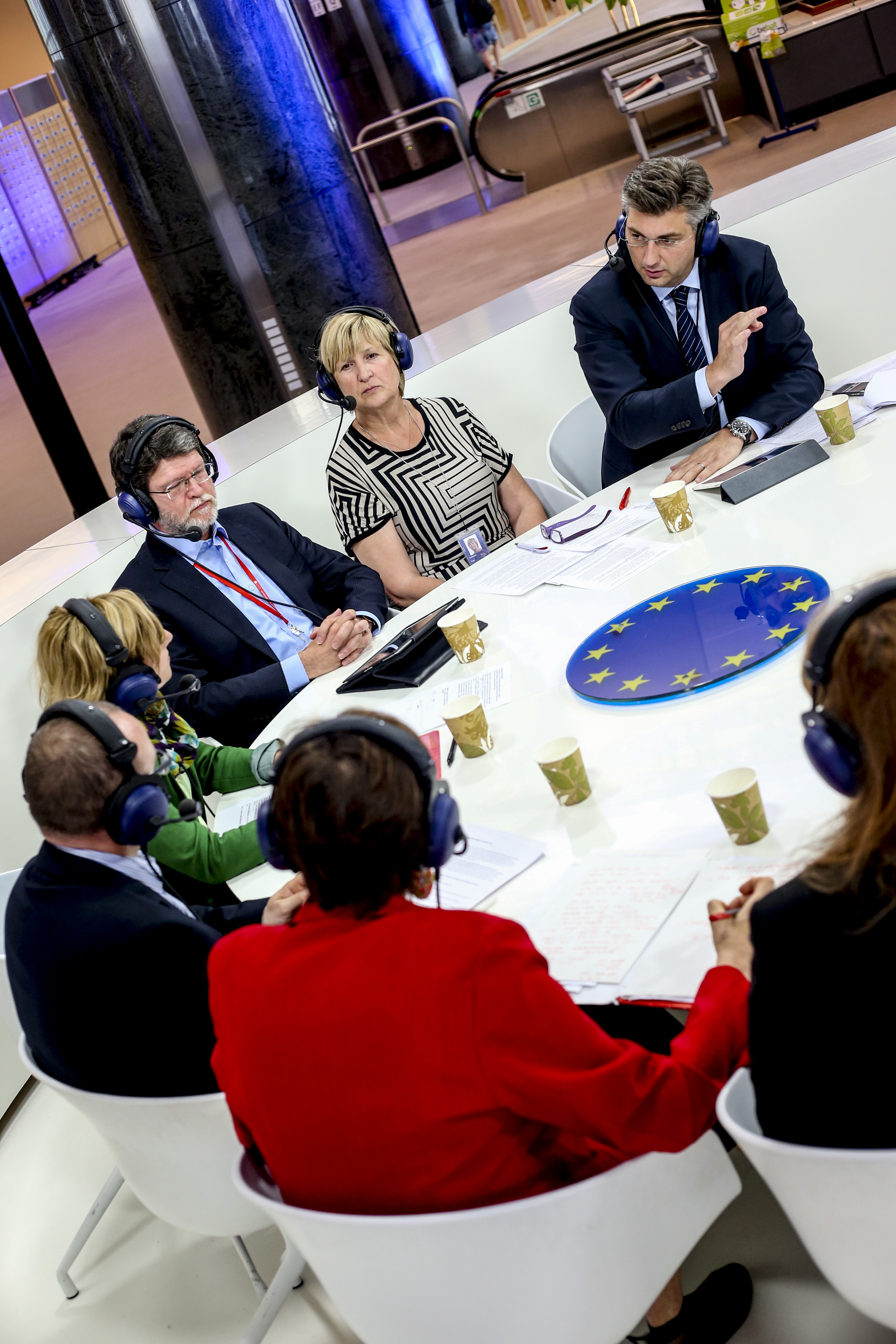
Plenković în timpul dezbaterii „Citizens’ Corner” despre politicile UE privind solicitanții de azil și imigranți, 17 iunie 2015

Prin decizia Parlamentului Croației, din aprilie 2012 până în iulie 2013, Plenković a fost unul dintre cei doisprezece observatori croați în Parlamentul European. În calitate de membru observator, a susținut finalizarea procesului de ratificare a Tratatului de aderare a Croației la Uniunea Europeană, rapoartele și rezoluțiile pozitive privind Croația, precum și alocarea adecvată a fondurilor europene pentru Croația în cadrul Cadrului Financiar Multianual (CFM) 2014–2020.
În calitate de candidat al HDZ pe lista comună pentru primele alegeri croate pentru Parlamentul European, care au avut loc la 14 aprilie 2013, a participat activ la campania electorală. A fost implicat în redactarea programului HDZ pentru alegerile europene, O voce croată în Europa, adoptat de președinția partidului condus de președintele Tomislav Karamarko. Programul s-a bazat pe principiile fundamentale ale platformei Partidului Popular European și pe documentele sale programatice, precum și pe prioritățile Croației în cadrul Uniunii Europene din perspectiva HDZ. A fost ales pe lista coaliției câștigătoare, unde a obținut cel mai mare număr de voturi preferențiale dintre candidații HDZ.[16]
Între 2013 și 2014, Plenković a fost membru al Comisiei pentru bugete. Din 2014, a ocupat funcția de vicepreședinte al Comisiei pentru afaceri externe a Parlamentului European și a fost membru al delegației Parlamentului European la Adunarea Parlamentară Euronest. A condus misiunea de monitorizare a Parlamentului European la alegerile parlamentare din Ucraina din 2014.
Pe lângă atribuțiile din comisii, Plenković a fost membru al următoarelor intergrupuri ale Parlamentului European: Intergrupul pentru IMM-uri; Intergrupul pentru vinuri, băuturi spirtoase și produse alimentare de calitate; Intergrupul pentru problemele tineretului; și Intergrupul pentru dizabilitate.

#### Președinte al Uniunii Democrate Croate
Plenković a fost ales președinte al HDZ la 17 iulie 2016, un semnal că partidul se distanța de elementele ultraconservatoare. La alegerile parlamentare din 2016, a condus partidul său către o victorie neașteptată. Coaliția Populară condusă de opoziția SDP a recunoscut înfrângerea după ce a obținut doar 54 de mandate în Parlament. Liderul acesteia, fostul prim-ministru Zoran Milanović, a anunțat că nu va mai candida pentru președinția partidului, excluzând astfel și orice tentativă de formare a unei majorități guvernamentale, ceea ce a permis HDZ să înceapă negocierile cu Podul Listelor Independente (Most), partenerul său minor din guvernul precedent condus de prim-ministrul independent Tihomir Orešković⁠(d). Most a stabilit șapte condiții pentru a intra într-un guvern cu orice partid, iar Plenković a început discuții care au durat câteva săptămâni cu reprezentanții Most.
Plenković a purtat de asemenea negocieri cu cei 8 reprezentanți ai minorităților naționale, întrucât HDZ și Most nu ar fi avut majoritate fără sprijinul acestora. În săptămânile următoare, mai multe partide, inclusiv Partidul Țărănesc Croat (HSS), și-au exprimat sprijinul pentru un guvern condus de Plenković. Totuși, este larg acceptat că președintele HSS, Krešo Beljak, a acceptat să îi ofere lui Plenković sprijinul celor cinci deputați ai partidului său și „100 de zile de pace înainte de a deveni cea mai dură opoziție” pentru a aplana tensiunile apărute în urma unui conflict cu europarlamentara HSS Marijana Petir, care ceruse ca HSS să intre în guvernul de centru-dreapta format de HDZ și Most, în loc să rămână în Coaliția Populară ca partid de opoziție. Disputa s-a intensificat, iar Beljak a suspendat peste 100 de membri ai partidului, inclusiv pe Petir.
Plenković a mai primit sprijinul partidului Bandić Milan 365, al unuia dintre cei doi deputați ai Partidului Pensionarilor Croați și al unui fost membru al mișcării Human Blockade. La 10 octombrie 2016, a primit oficial 91 de semnături de susținere din partea deputaților – cu mult peste cele 76 necesare – și le-a prezentat președintei Kolinda Grabar-Kitarović, care l-a desemnat candidat pentru funcția de prim-ministru și i-a acordat un termen de treizeci de zile, până la 9 noiembrie, pentru a forma un guvern.

### Prim-ministru

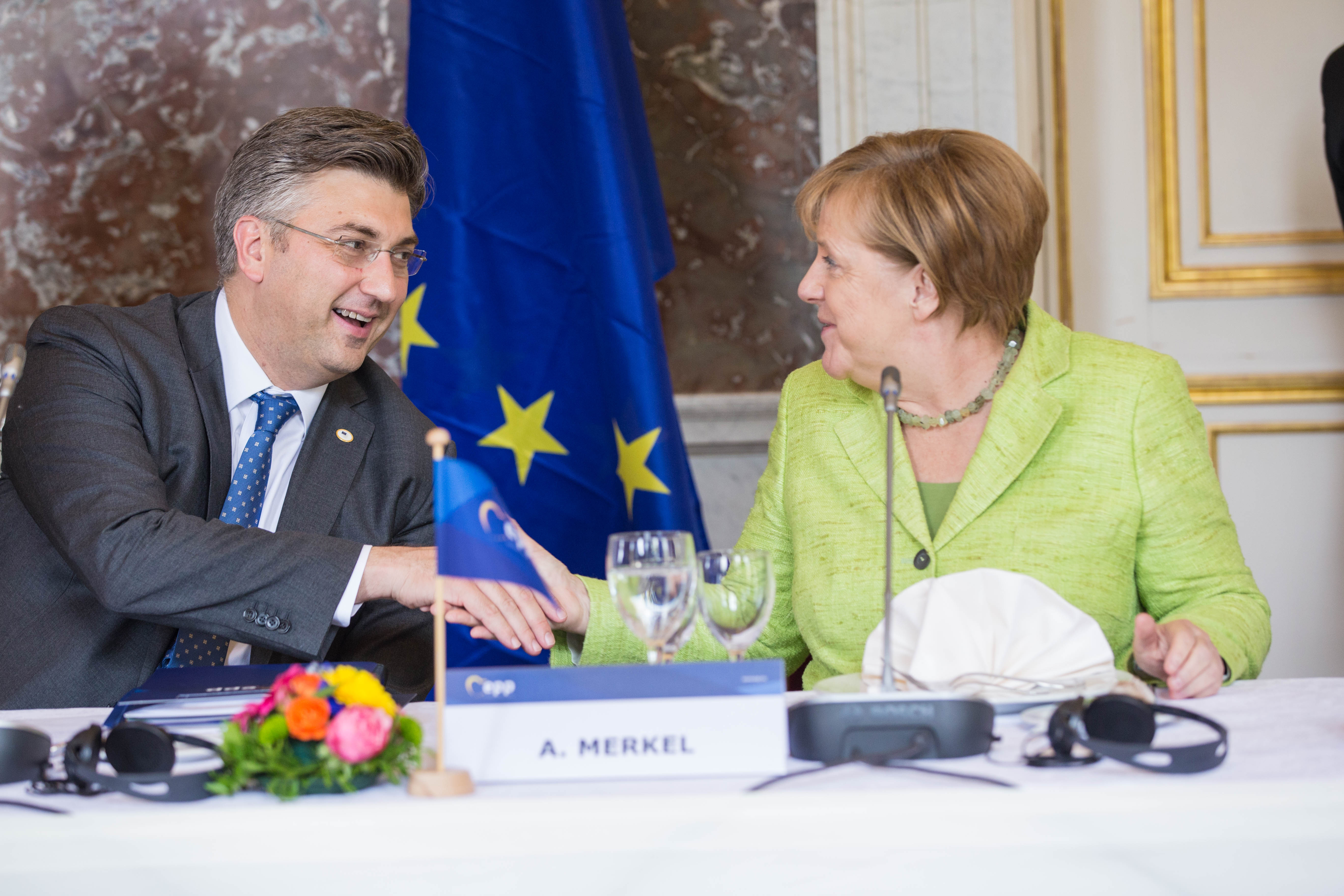
Plenković împreună cu cancelarul german Angela Merkel, 22 iunie 2017

Plenković a fost confirmat ca al 12-lea prim-ministru al Croației, împreună cu cabinetul său format din 20 de miniștri, printr-un vot de 91 pentru, 45 împotrivă și 3 abțineri din partea celor 151 de membri ai Parlamentului, la data de 19 octombrie 2016. Guvernul său a primit sprijinul deputaților aparținând coaliției HDZ-HSLS-HDS, Podul Listelor Independente (Most), Bandić Milan 365, HSS, HDSSB, SDSS și 5 reprezentanți ai altor minorități naționale. Plenković a prezentat cabinetul său drept „guvernul care știe cum să aducă schimbarea” și a subliniat ca priorități ale guvernării dialogul social, stimularea creșterii economice și o reformă fiscală.

#### Criză guvernamentală și remaniere a cabinetului
La 27 aprilie 2017, Plenković i-a demis pe trei dintre miniștrii săi care reprezentau partidul Podul Listelor Independente (Most), partenerul junior din coaliția de guvernare, din cauza refuzului acestora de a sprijini un vot de încredere în ministrul finanțelor, Zdravko Marić⁠(d). Most îl acuza pe Marić că a ascuns informații legate de criza în desfășurare de la Agrokor, una dintre cele mai mari companii din Croația, unde acesta lucrase anterior. Mai exact, Most considera că Marić știa despre neregulile privind modul în care Agrokor își plătea furnizorii și că a ales să nu dezvăluie aceste informații pentru a proteja compania în care lucrase.
La 28 aprilie, ultimul ministru din partea Most aflat în guvern, ministrul administrației publice Ivan Kovačić, și-a dat demisia, iar Most a anunțat oficial retragerea din coaliția de guvernare. HDZ a început strângerea de semnături în Parlament pentru a iniția un vot de neîncredere împotriva președintelui Parlamentului, Božo Petrov, care era și liderul Most la acea vreme. În același timp, HDZ a anunțat că va încerca formarea unei noi majorități guvernamentale, ocolind Most.
După ce Most a decis să își retragă sprijinul parlamentar pentru cabinetul Plenković, Božo Petrov a demisionat din funcția de președinte al Parlamentului la 5 mai și a fost succedat de Gordan Jandroković din partea HDZ. Rămas fără sprijinul Most, cabinetul dominat de HDZ nu mai avea o majoritate clară în Parlament, crescând semnificativ riscul unor noi alegeri anticipate – cele de-a treia în doar 18 luni.
Totuși, criza guvernamentală a fost în cele din urmă rezolvată la 9 iunie 2017, când 5 dintre cei 9 deputați ai Partidului Poporului Croat (HNS) au acceptat să intre într-o coaliție cu HDZ. Ceilalți patru deputați, printre care Vesna Pusić⁠(d) și Anka Mrak Taritaš, au părăsit HNS și au fondat un nou partid, Alianța Liberală Civică (GLAS). Cabinetul Plenković a fost astfel remaniat, HNS primind portofoliile pentru Știință și Educație și cel pentru Construcții și Planificare Spațială.
Începând cu luna mai 2017, Plenković a fost constant desemnat de sondajele lunare realizate de agențiile Promocija Plus și IPSOS PULS drept cel mai negativ politician din Croația. Totuși, până în decembrie 2017, el a fost numit și al treilea cel mai popular politician, iar partidul său s-a bucurat de un avans semnificativ în sondaje față de celelalte formațiuni politice din Croația.

#### Politică internă

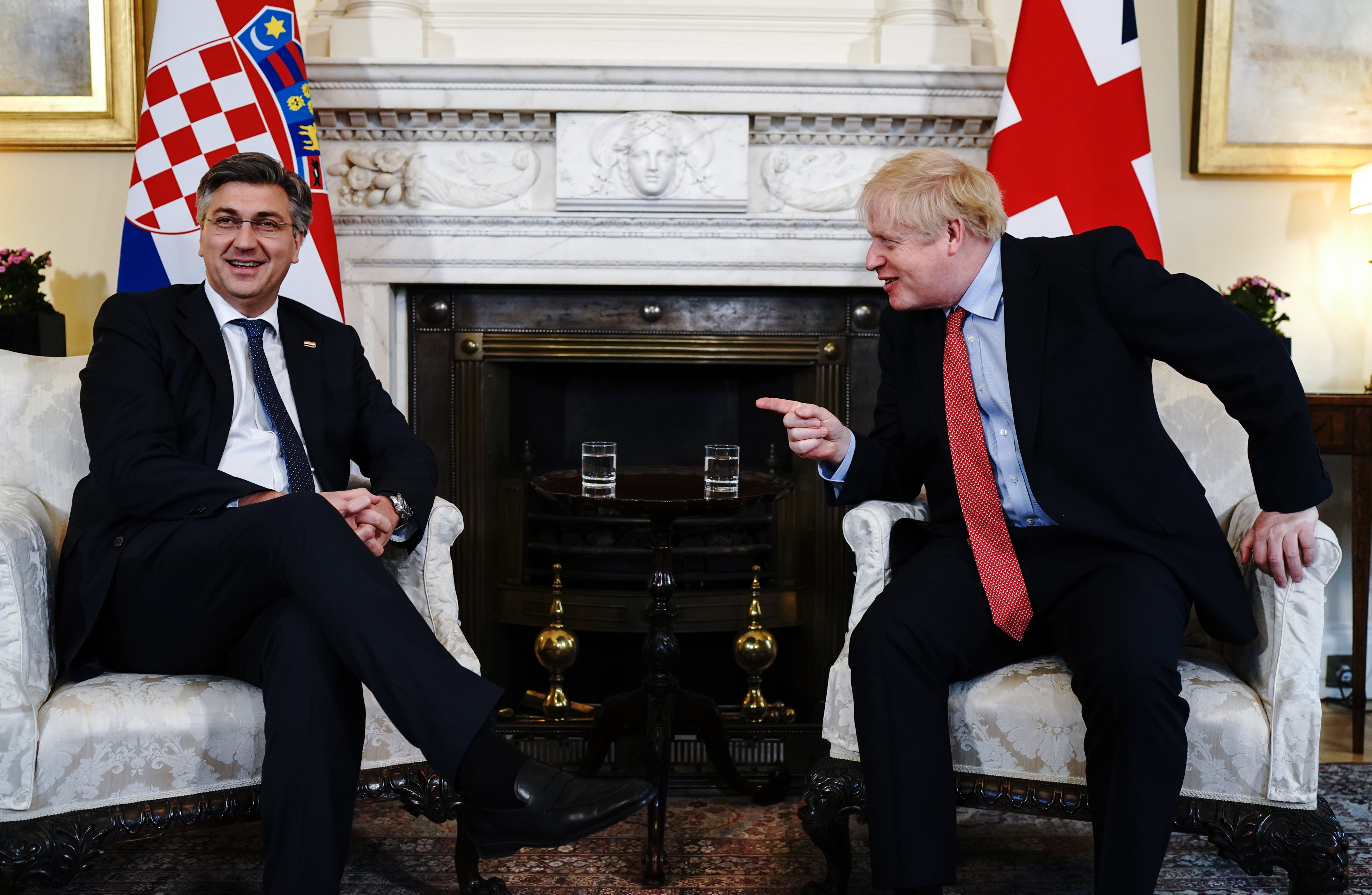
Plenković și premierul britanic Boris Johnson la 10 Downing Street din Londra, 24 februarie 2020

După încheierea unui acord cu Partidul Poporului Croat (HNS), guvernul condus de Plenković a inițiat o reformă a educației, începând cu un program-pilot în anul școlar 2018/2019.
În august 2017, tariful pentru energia regenerabilă a fost majorat pentru a stimula producția de energie din surse regenerabile, care acoperă aproximativ 28% din necesarul energetic al Croației. Totuși, această măsură a dus și la o creștere a facturilor la electricitate pentru consumatori.
În aprilie 2018, Parlamentul croat a ratificat Convenția privind prevenirea și combaterea violenței împotriva femeilor și a violenței domestice, cunoscută sub numele de Convenția de la Istanbul. Deși în interiorul HDZ au existat divergențe legate de ratificarea convenției, cabinetul Plenković a susținut-o în unanimitate.
În octombrie 2018, guvernul a prezentat un proiect de reformă a sistemului de pensii care prevedea penalizarea pensionării anticipate și stabilirea vârstei de pensionare la 67 de ani începând cu 2033, în loc de 2038, cum era prevăzut într-o lege din 2014. Această decizie a generat proteste ample din partea sindicatelor, care au lansat o inițiativă de referendum împotriva legii și au strâns peste 700.000 de semnături. În loc să convoace un referendum, guvernul a cedat și a redus din nou vârsta de pensionare la 65 de ani.
La 10 octombrie 2019 a început o grevă generală a cadrelor didactice din învățământul primar și secundar, după refuzul guvernului de a majora salariile acestora cu 6%. Greva a dus la întreruperea completă a cursurilor în școli. Acțiunea a durat până la 2 decembrie, când sindicatele din educație și guvernul au ajuns la un acord privind o majorare graduală a salariilor cu 6% până în 2021.

#### Economie

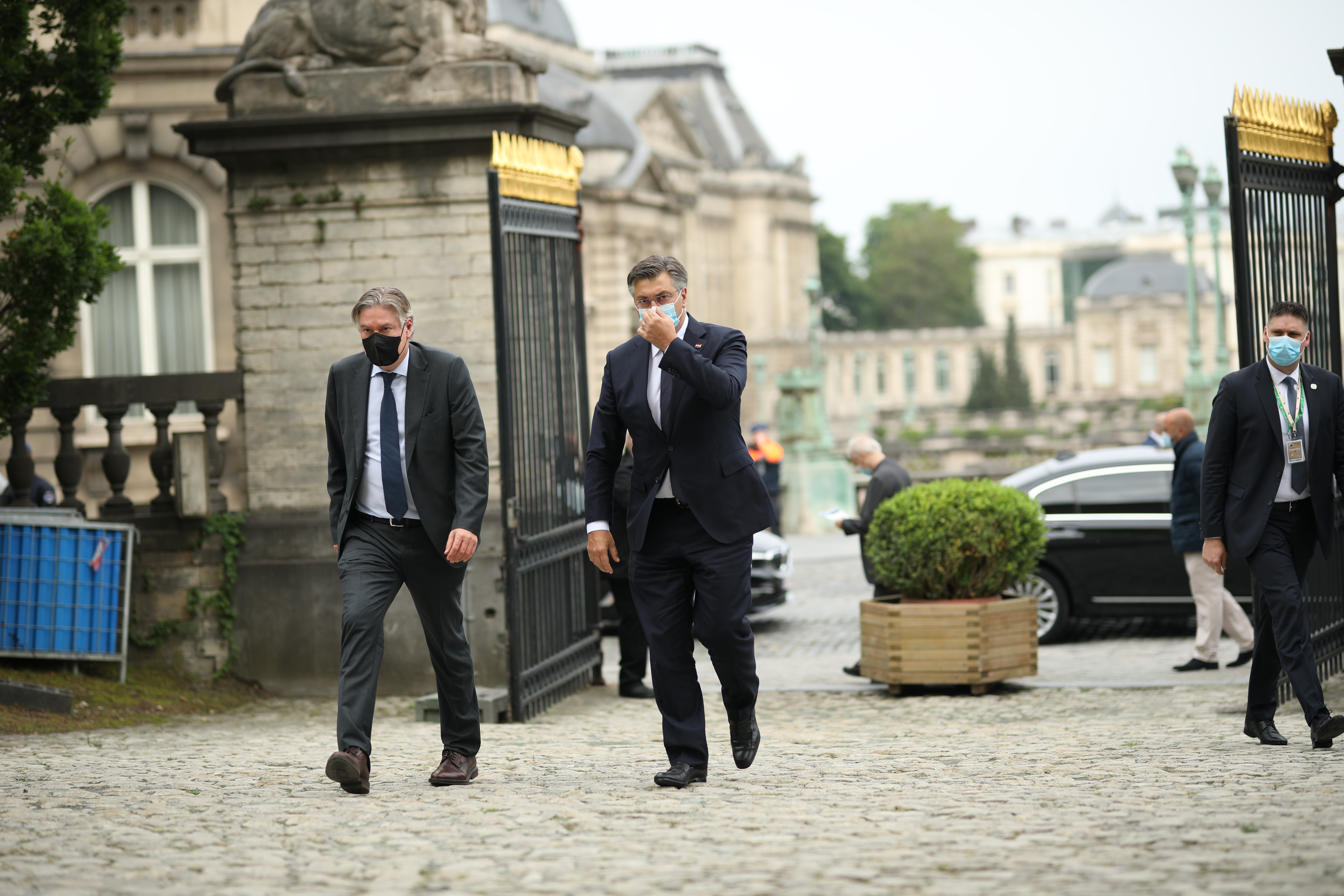
Plenković sosind la summitul PPE de la Viena, 24 iunie 2021

Guvernul condus de Plenković a introdus o reformă fiscală începând cu ianuarie 2017 și a stabilit reducerea deficitului bugetar ca principal obiectiv al bugetului pentru anul 2017. Propunerea inițială de reformă fiscală prezentată de ministrul de finanțe Zdravko Marić, care și-a păstrat portofoliul din guvernul anterior, a provocat unele neînțelegeri între cele două partide membre ale coaliției guvernamentale, HDZ și Most. Propunerea modificată a inclus reducerea impozitului pe profit de la 20% la 18% pentru companiile mari și la 12% pentru întreprinderile mici și mijlocii. Cotele de impozitare a veniturilor persoanelor fizice au fost modificate de la 12%, 25% și 40% la două trepte: 24% și 36%. Reforma fiscală a stârnit nemulțumiri din partea sindicatelor și a sectorului turistic, deoarece TVA-ul aplicat serviciilor din turism a fost crescut de la 13% la 25%.
La 30 octombrie 2017, Plenković a declarat că Croația intenționează să adere la zona euro în termen de șapte până la opt ani. În decembrie 2017, guvernul a majorat salariul minim cu 5% pentru anul 2018 și a adoptat mai multe legi noi, inclusiv alocarea integrală a veniturilor din impozitul pe venit către unitățile administrative locale și reducerea plăților către stat la achiziționarea de autovehicule second-hand. Introducerea unei taxe pe proprietate, care a generat reacții negative din partea populației, a fost amânată pe termen nelimitat.
Guvernul general al Croației a înregistrat un excedent bugetar de 424,5 milioane de euro în 2017, echivalent cu 0,9% din PIB, rezultat al creșterii veniturilor din taxe pe producție și importuri, precum și al reducerii cheltuielilor cu dobânzile. Rata datoriei publice în raport cu PIB-ul a scăzut cu 2,7 puncte procentuale față de 2016, ajungând la 77,5%, iar creșterea PIB-ului a fost de 2,9%. Tendințele negative privind migrația și populația au continuat în 2017, fiind înregistrat cel mai mare număr de emigranți de la aderarea Croației la UE. Asociația Patronală Croată a afirmat că reformele s-au blocat după reducerile de impozit pe venit de la începutul anului 2017, ceea ce a dus la o încetinire a creșterii economice. Un raport al Comisiei Europene din martie 2018 a subliniat de asemenea lipsa reformelor structurale, în special în politicile fiscale, sistemul de beneficii sociale și sistemul de pensii.
O reformă a pensiilor a fost adoptată în 2018. Puternic contestată de sindicate, aceasta prevedea creșterea vârstei legale de pensionare la 67 de ani pentru toți angajații, în loc de 65 de ani pentru bărbați și 62 de ani pentru femei, cum era anterior.

#### Acuzații de corupție
Guvernul condus de Andrej Plenković a fost afectat de numeroase scandaluri de corupție. Între 2016 și 2023, aproximativ 30 de miniștri implicați în diverse scandaluri au fost excluși din guvern. În majoritatea cazurilor, corupția membrilor executivului a fost dezvăluită de mass-media.
În 2023, Plenković a promovat o lege controversată împotriva avertizorilor de integritate, care a îngreunat activitatea jurnaliștilor. Potrivit noii legi, divulgarea de informații din anchetele poliției de către jurnaliști a devenit o infracțiune pedepsită cu mai mulți ani de închisoare. Câteva mii de jurnaliști au semnat o petiție împotriva acestei legi. Mulți politicieni din opoziție și numeroase instituții de presă au considerat că scopul real al legii este acoperirea corupției politice.
Controversei legate de această lege i s-a adăugat numirea procurorului general Ivan Turudić, suspectat că ar fi colaborat cu suspecți și inculpați în dosare penale și criticat de opoziție pentru apropierea sa de partidul HDZ.
Atât Plenković, cât și Turudić au încercat să obstrucționeze activitatea Parchetului European (EPPO), instituția responsabilă cu investigarea cazurilor de corupție și fraudă care implică fonduri europene. Aceștia au susținut că EPPO nu ar fi competent să ancheteze numeroasele dosare deschise împotriva unor politicieni și funcționari croați.

#### Politica externă

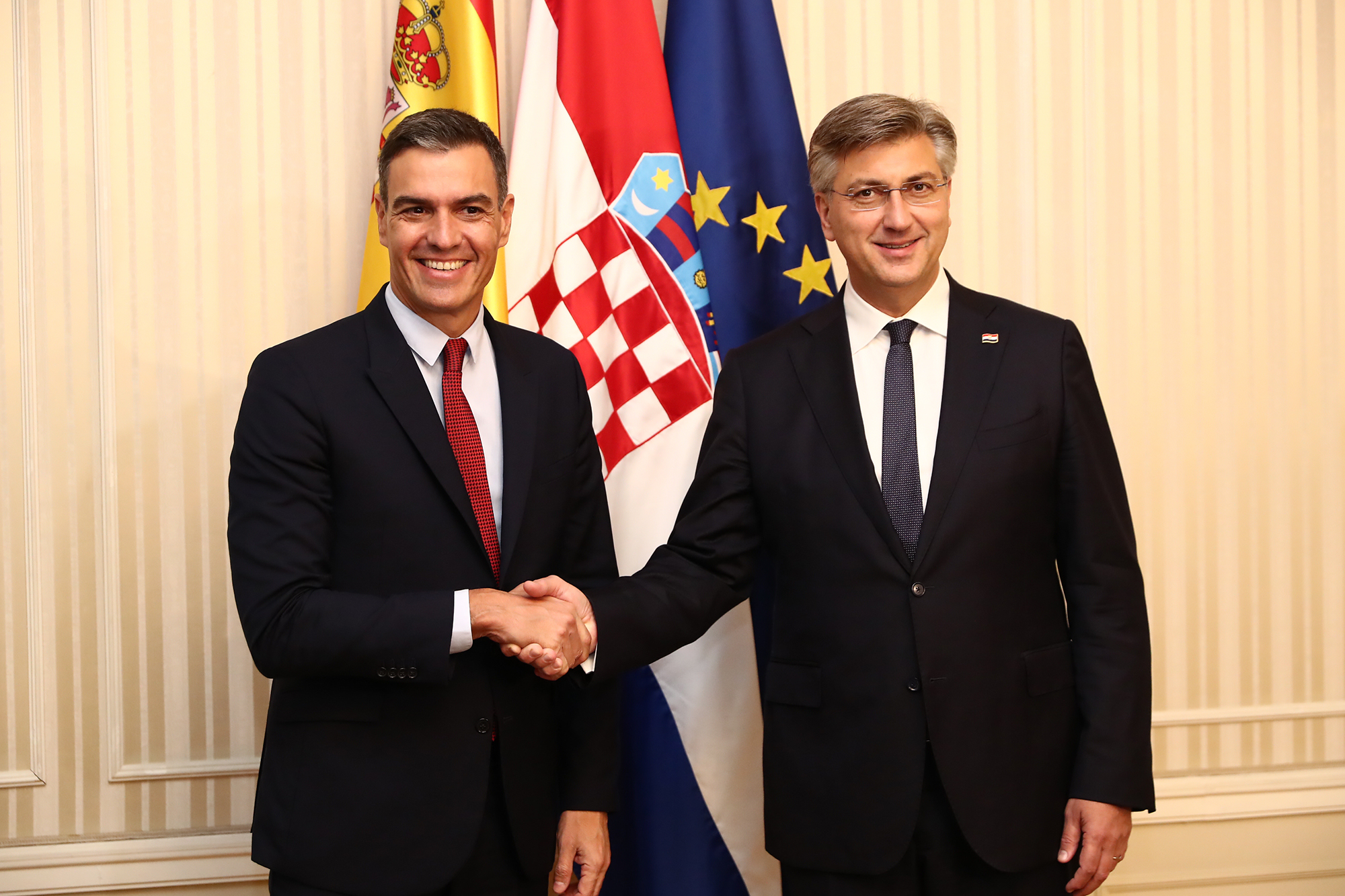
Plenković alături de premierul spaniol Pedro Sánchez, 6 octombrie 2021

După participarea la primul său summit al Consiliului European, la 20 octombrie 2016, Andrej Plenković a declarat, într-un discurs în fața Parlamentului croat, că „nu este nevoie ca Croația să construiască garduri de frontieră”. Prima sa vizită oficială în străinătate a fost la Sarajevo, în Bosnia și Herțegovina, la 28 octombrie 2016. Plenković a afirmat că guvernul său va sprijini Bosnia și Herțegovina pe parcursul său către aderarea la Uniunea Europeană. În cadrul discuțiilor a fost abordată și problema drepturilor politice ale croaților bosniaci, în special în sensul egalizării acestora cu drepturile bosniacilor și sârbilor bosniaci.
În noiembrie 2016, Plenković a efectuat o vizită în Ucraina, unde s-a întâlnit cu premierul Volodîmîr Hroisman. El și-a exprimat sprijinul pentru reintegrarea pașnică a teritoriilor ucrainene aflate sub controlul rebelilor pro-ruși. Cele două guverne au înființat un grup de lucru pentru a împărtăși experiența Croației privind reintegrarea regiunii Slavonia de Est în 1998. Ministerul rus de Externe a reacționat negativ, afirmând că vizita „a stârnit serioase îngrijorări în Rusia”.
La 29 iunie 2017, Tribunalul de Arbitraj în litigiul de frontieră dintre Slovenia și Croația a dat câștig de cauză Sloveniei cu privire la accesul său la apele internaționale. Decizia a fost salutată de guvernul sloven, dar respinsă de guvernul croat ca nefiind obligatorie din punct de vedere juridic. Croația se retrăsese din procesul de arbitraj în 2015, în timpul guvernării lui Zoran Milanović, după ce o înregistrare audio scursă în presă a arătat că judecătorul sloven implicat în caz transmitea informații confidențiale oficialilor sloveni. Plenković a cerut discuții bilaterale pentru soluționarea litigiului, în timp ce Slovenia insistă asupra aplicării deciziei arbitrale. Comisia Europeană a anunțat că va rămâne neutră în acest conflict de frontieră.

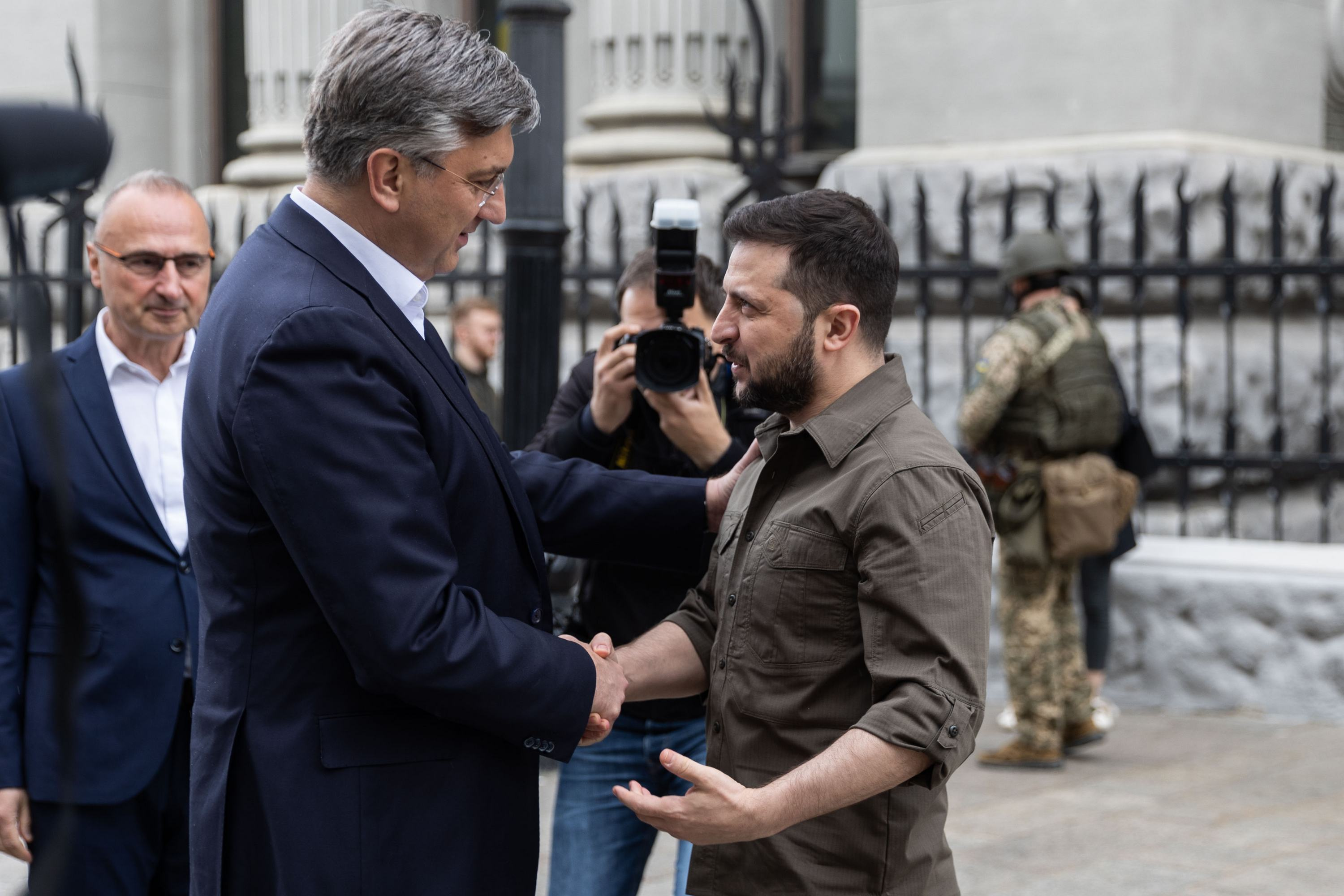
Plenković îl salută pe președintele ucrainean Volodîmîr Zelenski, 8 mai 2022

După pronunțarea verdictului final în procesul pentru crime de război împotriva foștilor oficiali de rang înalt ai Herțeg-Bosniei, urmat de sinuciderea lui Slobodan Praljak⁠(d), Plenković a declarat că acest gest a ilustrat „o profundă nedreptate morală față de cei șase croați din Bosnia și Herțegovina și față de poporul croat”. Procurorii și președintele Tribunalului Penal Internațional pentru fosta Iugoslavie (TPII) au criticat declarațiile oficialilor croați, cerându-le să accepte concluziile instanței. Ulterior, Plenković a afirmat că țara sa acceptă verdictul și a exprimat „regrete și condoleanțe foarte clare pentru toate victimele crimelor menționate în această hotărâre”.
Plenković l-a susținut pe Dragan Čović⁠(d), președintele în exercițiu, în alegerile din 2018 pentru funcția de membru croat al Președinției Bosniei și Herțegovinei. După alegerea lui Željko Komšić ca membru croat al președinției, în mare parte datorită voturilor din zonele majoritar bosniace, Plenković a criticat victoria acestuia: „Ne aflăm din nou într-o situație în care membrii unui popor constituent... aleg reprezentantul altuia, al poporului croat”. Komšić a răspuns că Guvernul croat subminează Bosnia și Herțegovina și suveranitatea acesteia. De asemenea, el a anunțat că Bosnia și Herțegovina ar putea da în judecată Croația din cauza construcției podului Pelješac. Construcția acestui pod, finanțată în mare parte din fonduri europene, a început la 30 iulie 2018 pentru a conecta teritoriul croat și a fost susținută de principalul adversar electoral al lui Komšić, Dragan Čović.
Plenković a confirmat sprijinul guvernului pentru Pactul global pentru migrație. Ministrul de interne Davor Božinović a reprezentat Croația la adoptarea acordului, după ce președinta Kolinda Grabar-Kitarović a anunțat că nu va participa la conferință.
Alături de premierul leton Krišjānis Kariņš⁠(d), Plenković a reprezentat guvernele conduse de Partidul Popular European (PPE, centru-dreapta) în negocierile pentru numirile în funcții de top în Uniunea Europeană după alegerile europene din 2019, inclusiv în Consiliul European, Comisia Europeană și Banca Centrală Europeană.

## Poziții politice
Comentatorii au descris în general pozițiile politice ale lui Plenković ca fiind pro-europene și moderate, iar alegerea sa a fost considerată o excepție de la tendința eurosceptică din Europa. Unii observatori i-au caracterizat pozițiile ca fiind conservatoare moderate, sau pur și simplu conservatoare.
Plenković și-a descris politica drept „lipsită de extreme și populism”, iar opiniile sale politice ca fiind de centru-dreapta.

## Viață personală
Plenković este căsătorit cu avocata Ana Maslać, cu care are doi fii, Mario și Ivan, și o fiică, Mila.
Pe lângă limba croată, Plenković vorbește fluent engleza, franceza și italiana și are cunoștințe de germană.
A locuit în principal în Slovenia, precum și în Zagreb, Croația. A lucrat ca profesor universitar la Universitatea din Maribor și la Alma Mater Europaea, unde a fost coordonatorul programului doctoral de Managementul comunicării strategice.